# Национальная программа аэропортов Канады
Национальная программа аэропортов Канады — проект канадского правительства по приватизации и передаче в аренду частным компаниям практически всех аэропортов страны. Реализация программы началась в середине 90-х годов прошлого века.
Принятая на вооружение политика приватизации коммерческих аэропортов Канады на данный момент остаётся весьма спорным решением, поскольку её реализация привела, в частности, к значительному увеличению аэропортовых сборов и текущей неспособности наземной инфраструктуры обеспечить все необходимые потребности авиаперевозчиков на региональных и местных маршрутах. В Международном аэропорту Торонто Пирсон, например, взимаемые с магистральных и региональных авиакомпаний, а также с обслуживания рейсов авиации общего назначения сборы в настоящий момент являются одними из самых высоких в мире, что существенно тормозит дальнейшее развитие рынка авиационных перевозок.
Бывший министр транспорта страны Дуг Янг, руководивший разработкой и реализацией Национальной программы аэропортов Канады впоследствии заявил, что решение о запуске данной программы «… было худшим решением в его карьере» и, что он весьма сожалеет о предпринятых мерах по реализации данного проекта.